# هیچ‌کس نمی‌داند (فیلم ۲۰۰۴)
هیچ‌کس نمی‌داند (انگلیسی: Nobody Knows) فیلمی در ژانر درام به کارگردانی هیروکازو کورئیدا است که در سال ۲۰۰۴ منتشر شد. از بازیگران آن می‌توان به یویا یاگیرا، سوسومو تراجیما، یوکیکو اوکاموتو، و کنیچی اندو اشاره کرد.

## داستان
مادری (ایهارا یوکیکو در نقش کِیکو) و پسر 12 ساله‌اش (یویا یاگیرا در نقش آکیرا فوکوشیما) به آپارتمان جدیدی در توکیو نقل مکان می کنند. پس از رفتن به داخل آپارتمان ، ناگهان دو کودک دیگر از درون چمدان ها بیرون می آیند یک پسر 6 ساله به نام شیگوره و یک دختر 5 ساله به نام یوکی. چند ساعت بعد آکیرا به دنبال خواهرش کیوکو که 11 ساله است رفته و او را نیز مخفیانه به خانه می آورد. زن و 4 فرزندی که هر کدام از آن ها متعلق به یک پدر هستند در خانه زندگی می کنند. بچه ها به مدرسه نمی‌روند و مادر به آن ها می گوید که باید در خانه بمانند. تنها آکیرا به عنوان مسئول برادر و خواهرانش برای خرید به فروشگاه می رود و برای آن ها غذا می پزد و از آن ها نگه داری می کند. مادر آن ها را برای مدت چند ماه ترک می کند و …